# Entrelacs (ornement)
Pour les articles homonymes, voir Entrelacs.

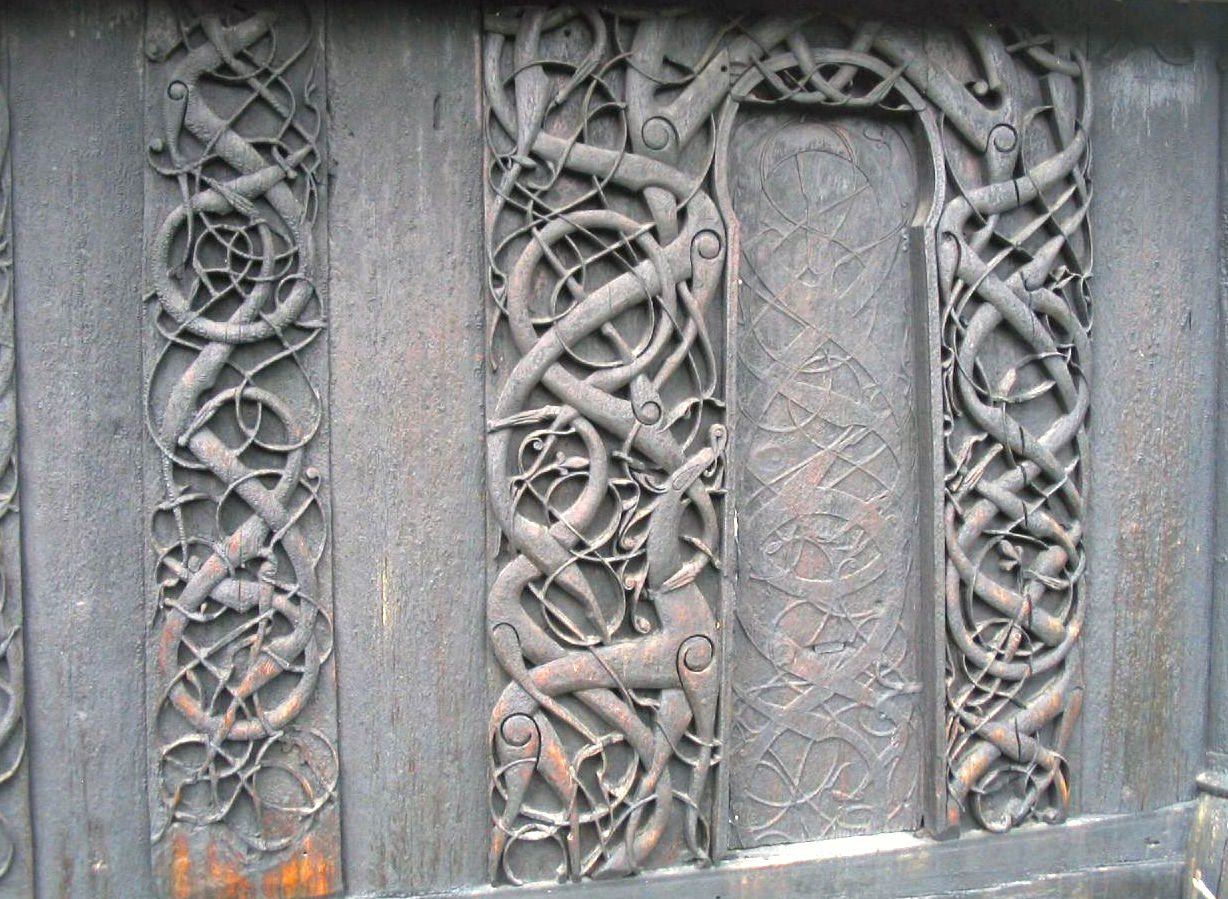
Entrelacs viking, Stavkirke d'Urnes.

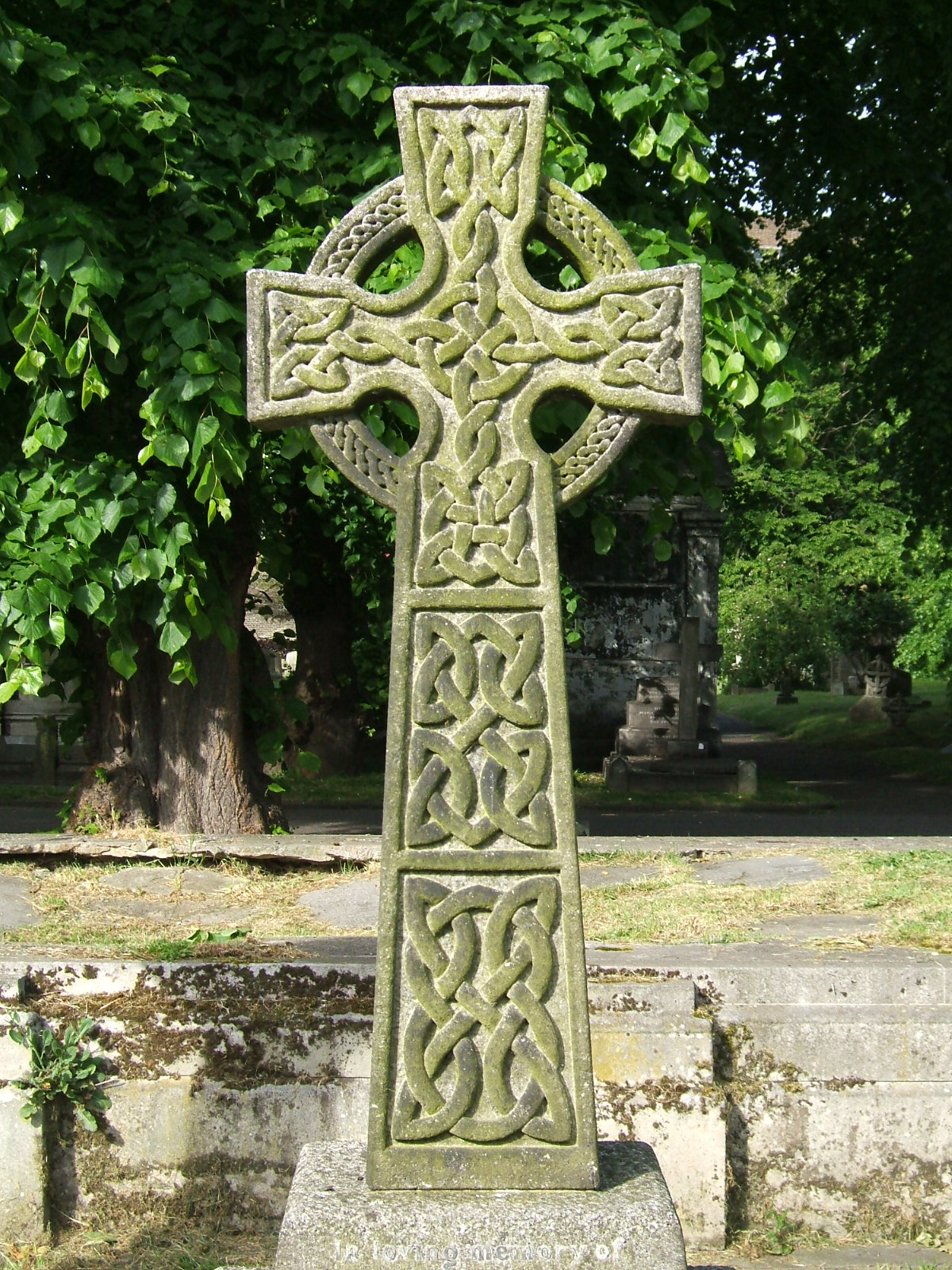
Croix celtique avec entrelacs.

L'entrelacs tire souvent son effet esthétique du principe du nœud ou du passage alternatif dessus/dessous d'un ruban souple. La forme peut en être fermée (comme ici), ou répétée en boucle « infinie », c'est-à-dire dans une frise fermée sur elle-même, faisant par exemple le tour d'une pièce de tissus, d'une page de parchemin enluminé, d'un coffre peint, ou encore d'un bras s'il s'agit d'un tatouage.

En peinture et en sculpture et dans d'autres domaines, les entrelacs sont des motifs ornementaux employés dans différents domaines des arts (peinture, sculpture, gravure, etc.), aussi nommés nœuds celtiques.
Ils évoquent des cordes sans extrémités et enchevêtrées, en général symétriques ou se répétant le long d'une frise par exemple, avec des croisements visibles qui permettent de suivre chaque corde le long de son tracé.

## Définition
Les entrelacs sont une forme d'ornement fondée sur la répétition de motifs de courbes entrelacées, plus ou moins complexes, entrecroisées et enchevêtrées, évoquant les nœuds qu'on peut faire avec des cordes. 
En Europe du Nord durant le haut Moyen Âge, les entrelacs de cordons d'origine romaine se sont mélangés avec des motifs celtiques et germaniques du nord de l'Europe, comme les spirales, dont le triskèle, et des motifs animaliers stylisés, leur faisant acquérir une identité bien distincte. Des formes anthropomorphes y sont aussi fréquemment mélangées.
D'autres traditions d'entrelacs ont été utilisées dans le monde pour la décoration, par exemple pour les tatouages, dont certaines formes modernes (tatouages vrais ou dessin au henné).
En Occident, les entrelacs désignent généralement des motifs de cordons entrelacés, tandis que les arabesques désignent plutôt les compositions à partir de rinceaux végétaux, parfois entrelacés mais pas forcément. Ce dernier terme ayant fréquemment été employé en français pour désigner des motifs européens sans rapport avec l'art oriental

## Histoire
Les rinceaux végétaux ainsi que les entrelacs de cordons sont deux formes issus de l'art gréco-romain antique. Adoptés très tôt dans l'art celte (dès le IVe siècle av. J.-C.), ils se diffuseront bien plus tard dans l'art germanique, après s'être enrichie de motifs animaliers scythiques. Ces deux ornements se sont beaucoup amalgamés dans les arts décoratifs aussi bien en Occident qu'en Orient, avec des échanges continuels entre différentes traditions, notamment durant le haut Moyen Âge par le biais de l'enluminure, les manuscrits pouvant voyager sur de longues distances. Ainsi les entrelacs de l'art insulaire, irlandais et anglo-saxons, se sont développés à partir d'un mélange d'entrelacs romains tardifs (paléochrétiens) venant de tous le bassin méditerranéen et de la Grande Bretagne précédemment romaine, de motifs celtes locaux et d'apports germaniques, et ont à leur tour influencé toute l'Europe, jusqu'à l'Italie et l'art viking en passant par l'art carolingien. Les entrelacs de l'art islamique sont eux aussi une continuation des entrelacs paléochrétiens (byzantins et chrétiens d'Orient), d'où parfois des ressemblances partielles avec les entrelacs européens.

## En serrurerie
En serrurerie, les entrelacs sont les ornements composés de rouleaux, joues, coudes, etc., dont on garnit les frises, les montants, les bordures et les pilastres des grilles, les frises d'une rampe, d'un balcon ; La pointe et crochet qu'on met sur des murs d'appui et autres pour servir de défense ; Entrelacer - Barreaux de fer qui se croisent et qui sont ajustés par entailles.

## Galerie

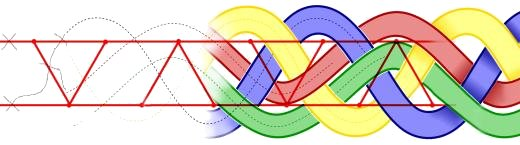
Principe de construction d'une frise à partir de l'entrelacs simple de quatre « cordes ». Cette « séquence » peut être répétée à l'infini.
Mosaïque romaine du IIe siècle représentant un paon dans une forêt de rinceaux typiquement gréco-romains.
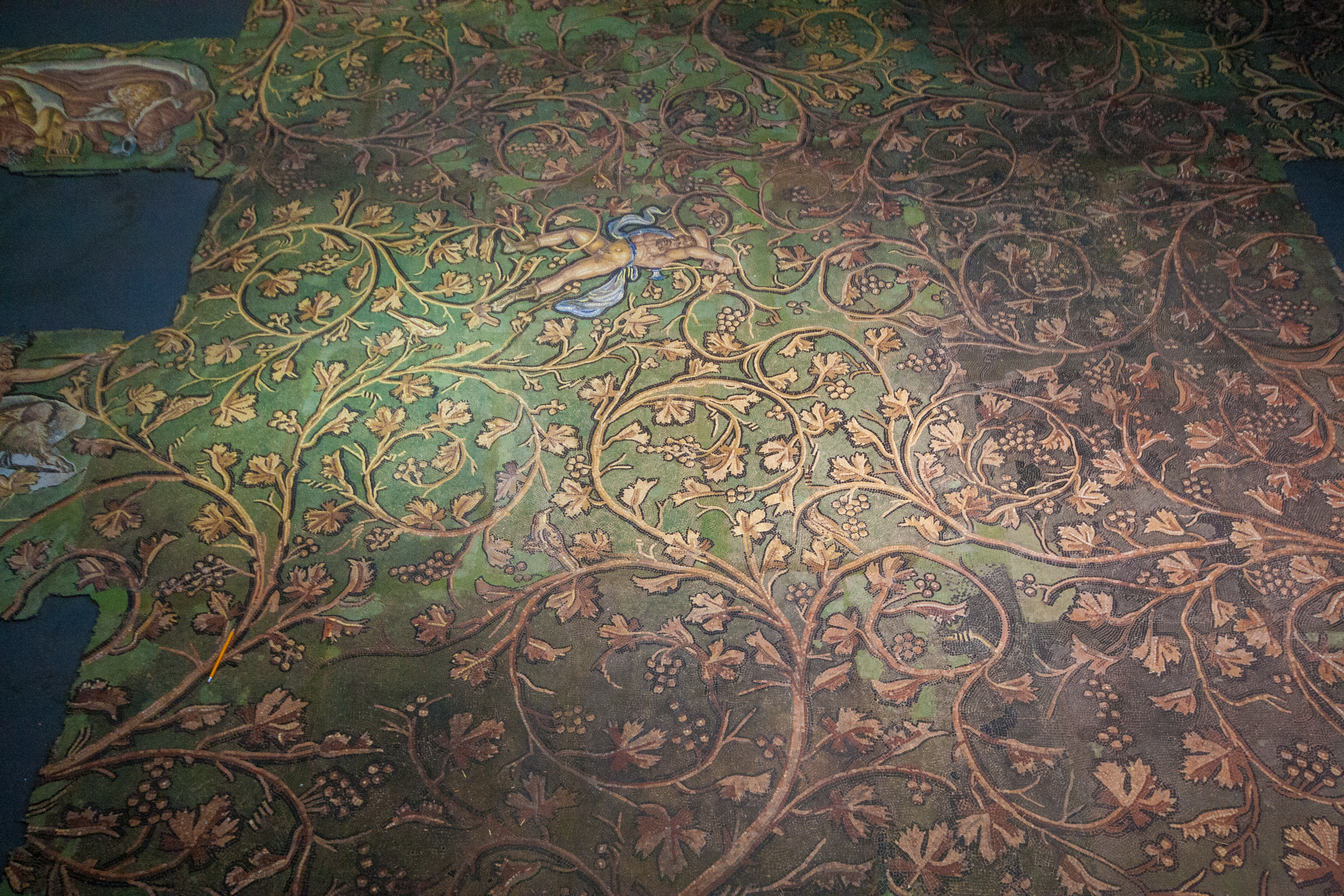
Mosaïque gallo-romaine du IIe siècle avec un homme pris dans foisonnement de rinceaux de vigne : le châtiment de Lycurgue.
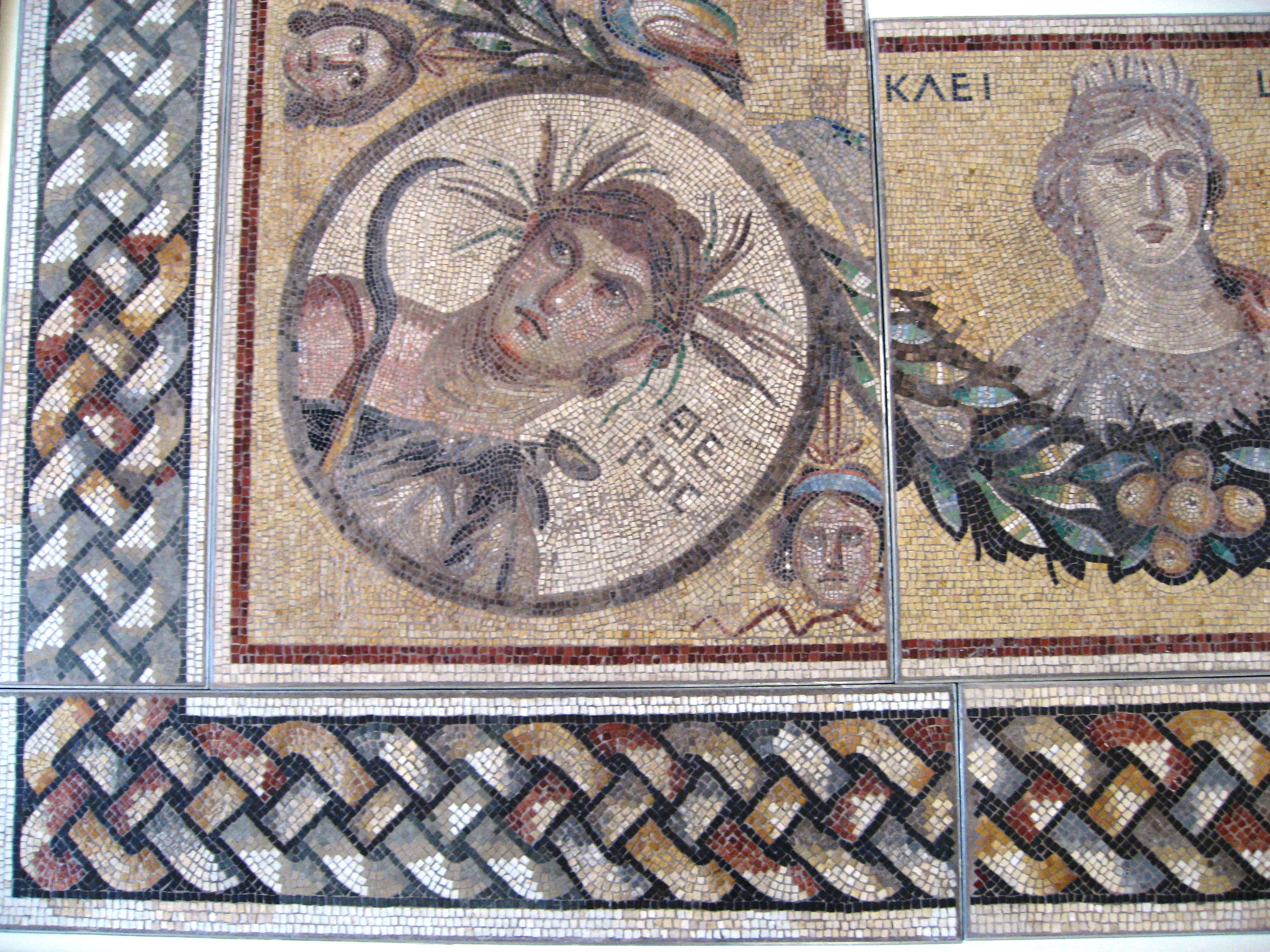
Les entrelacs de cordons encadrent classiquement les scènes des mosaïques romaines antiques, dans tout l'Empire romain.
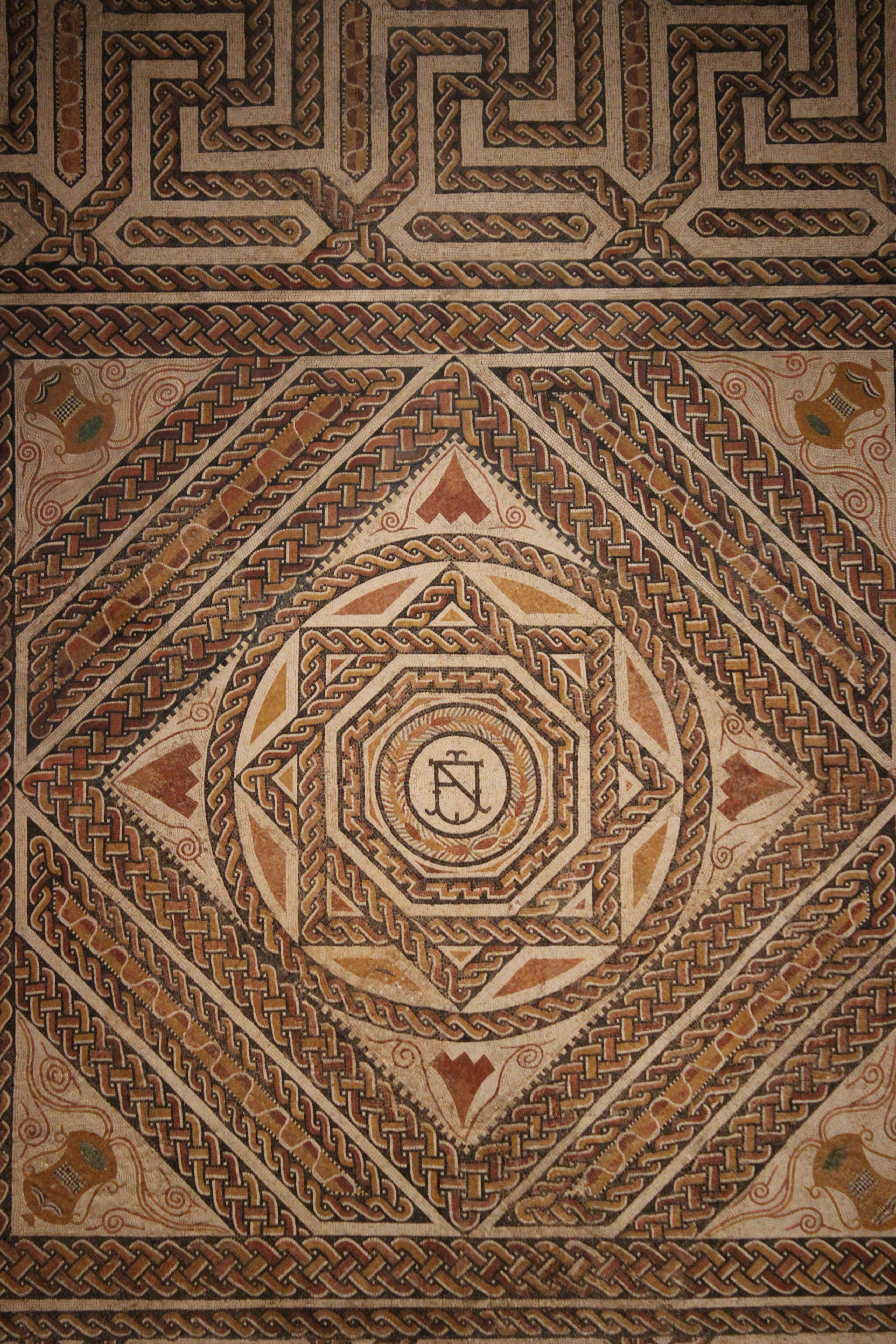
Une mosaïque géométrique romaine en Espagne.
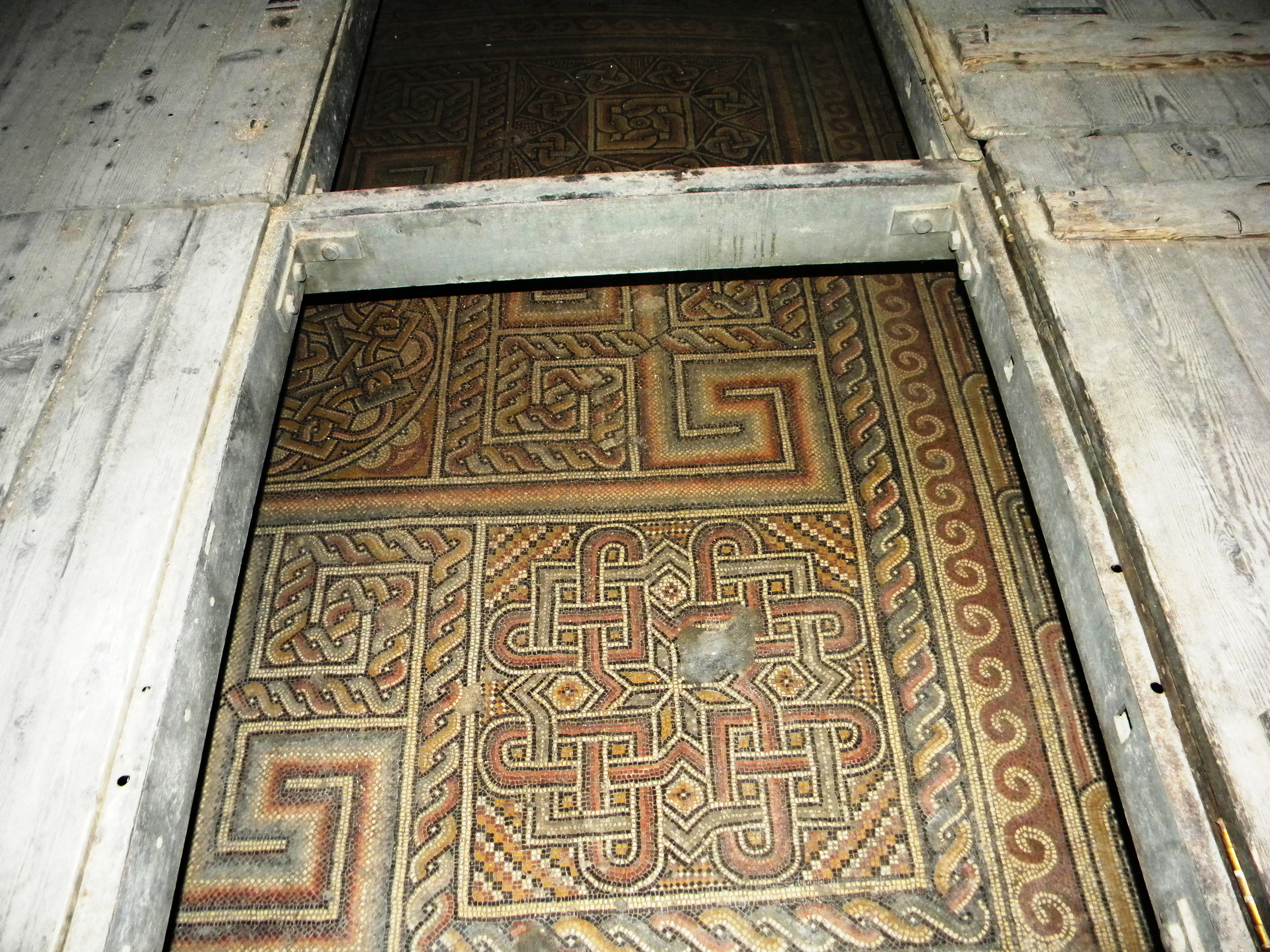
Mosaïque romaine paléochrétienne de la basilique de la Nativité de Bethléem, IVe siècle, avec divers entrelacs de cordons.
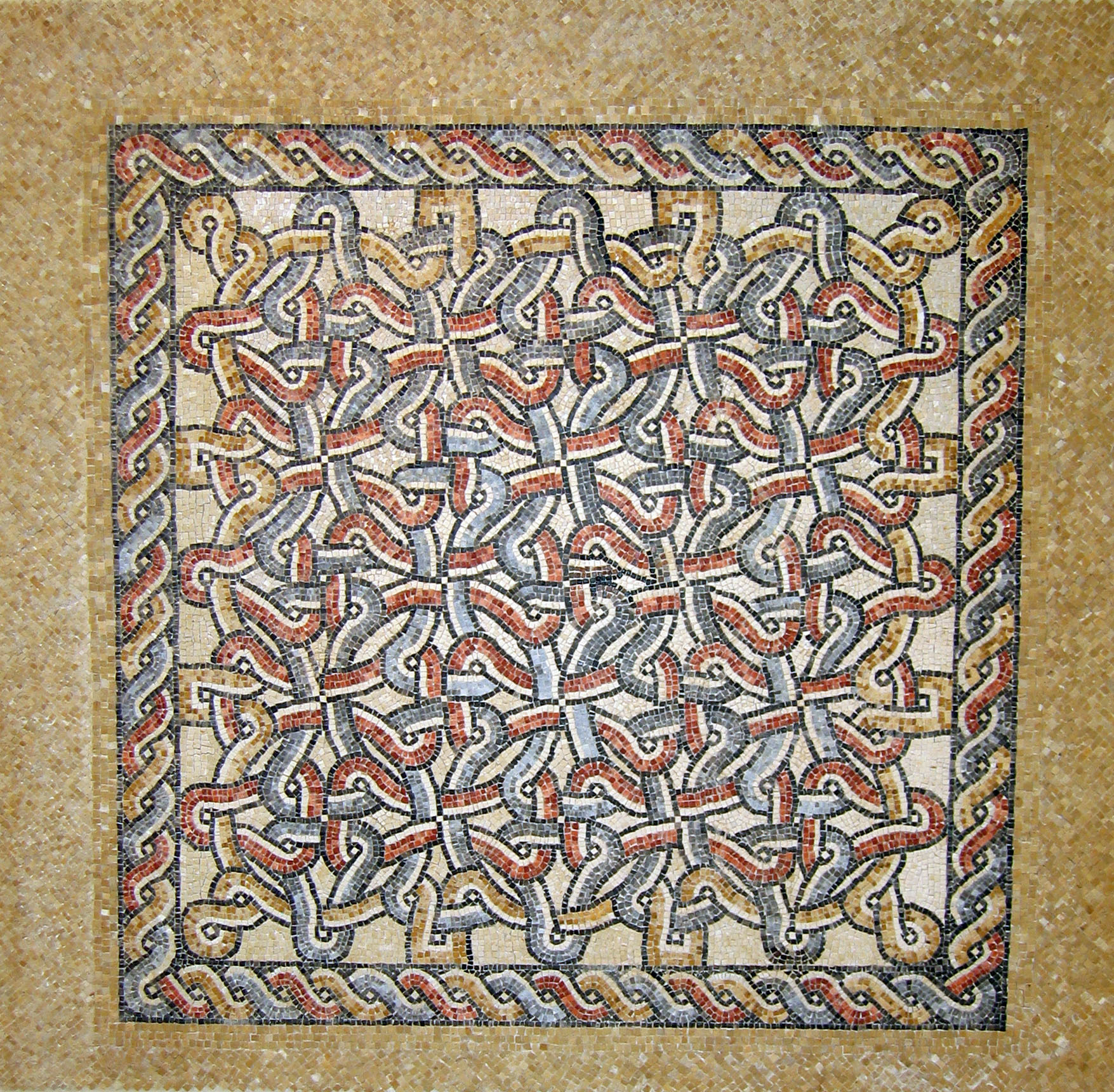
Entrelacs d'une mosaïque provenant d'une ancienne église paléochrétienne de Silo, Palestine, IVe – Ve siècle.
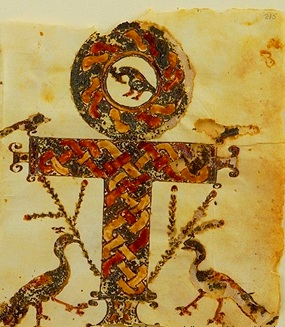
Une croix copte du Codex Glazier, Égypte, Ve siècle.
Boucle de ceinture en or du trésor de Sutton Hoo, Angleterre, début VIIe siècle.
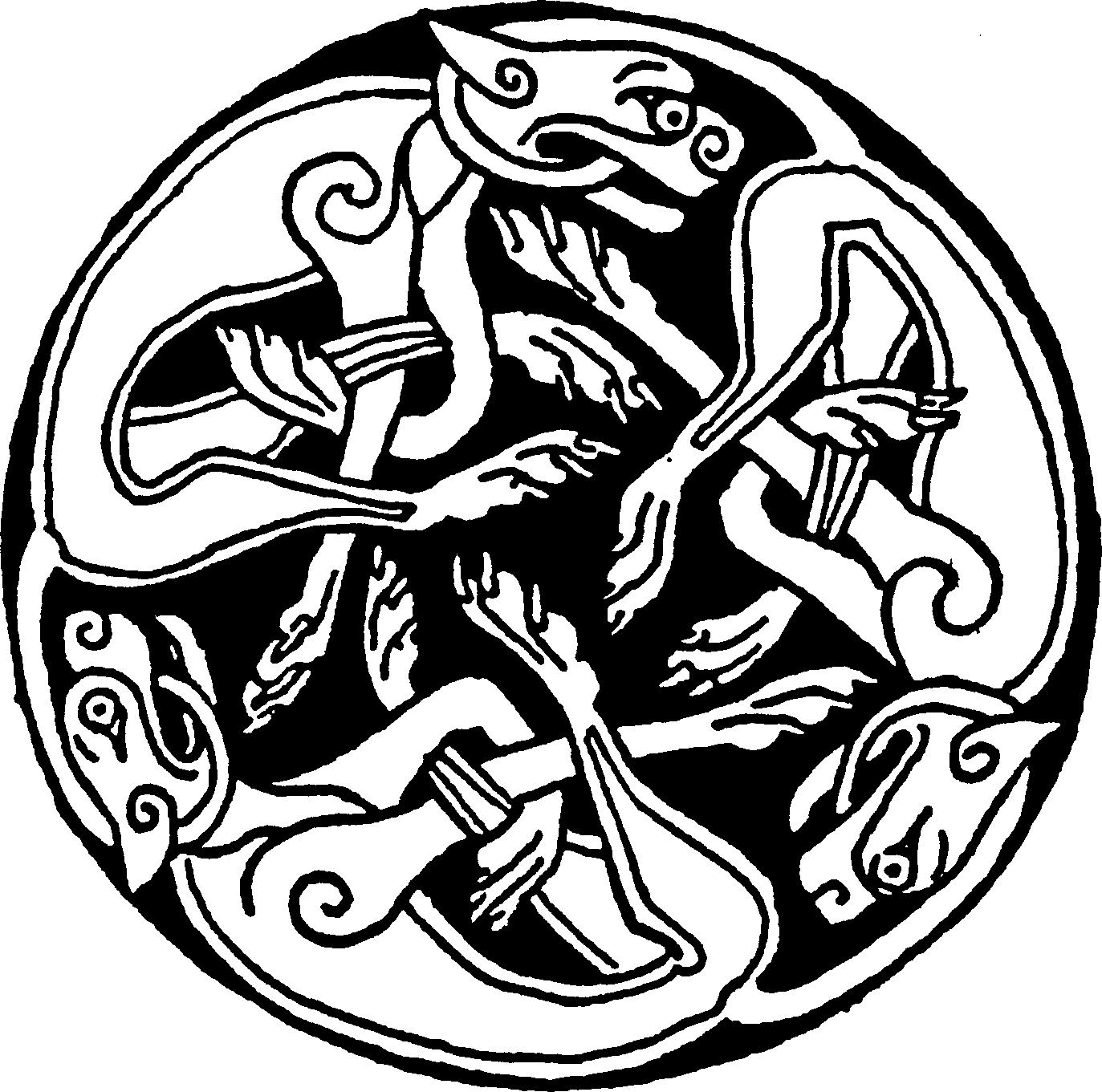
Certains entrelacs du Haut Moyen Âge celtiques et germaniques sont uniquement composés de figures animales (ici chien ou loup).
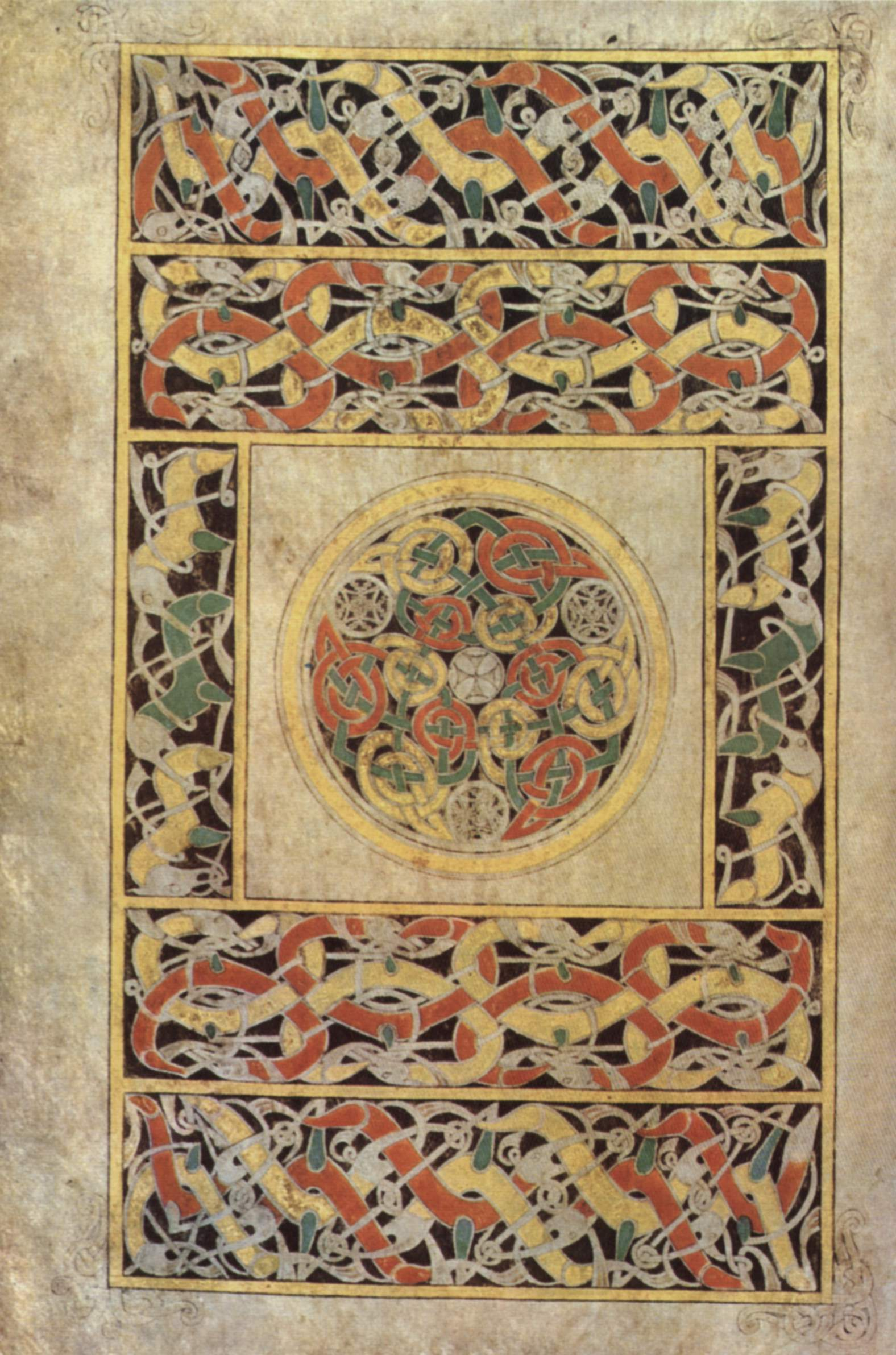
Une page du livre de Durrow, fin VIIe siècle.
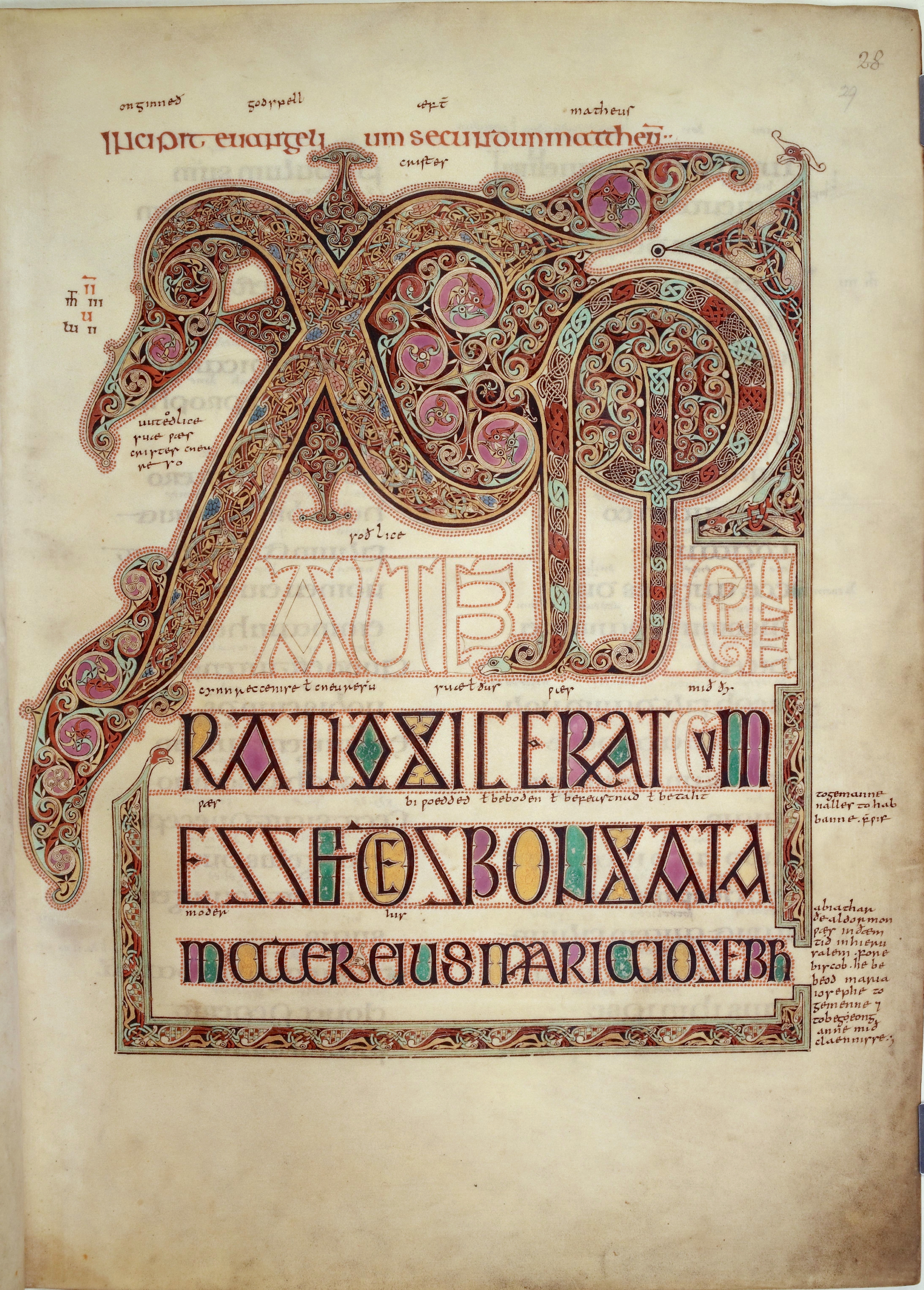
Entrelacs de cordons complexes, typiques de l'enluminure insulaire.
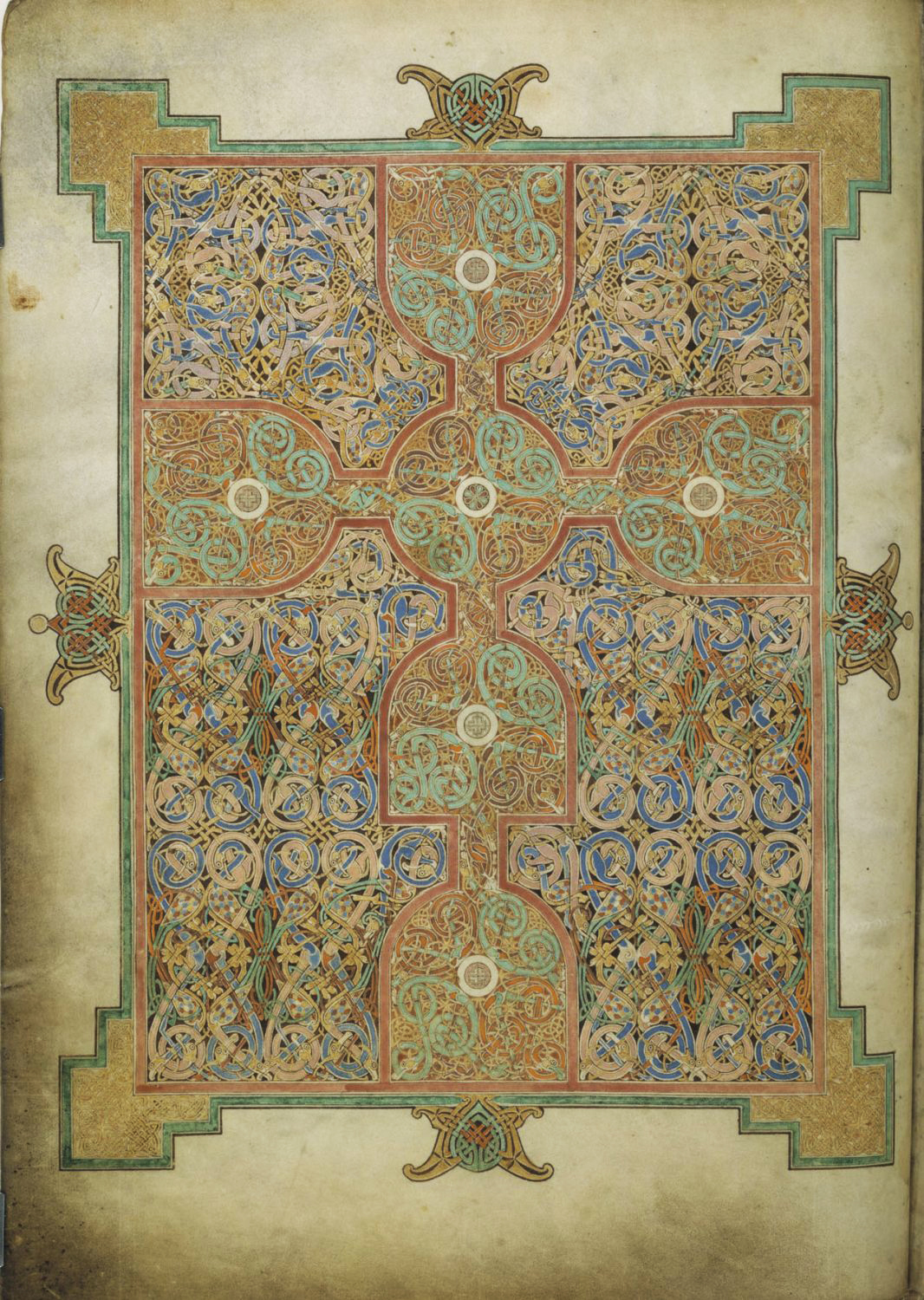
Page tapis couverte d'entrelacs noueux, avec une croix, Évangiles de Lindisfarne.
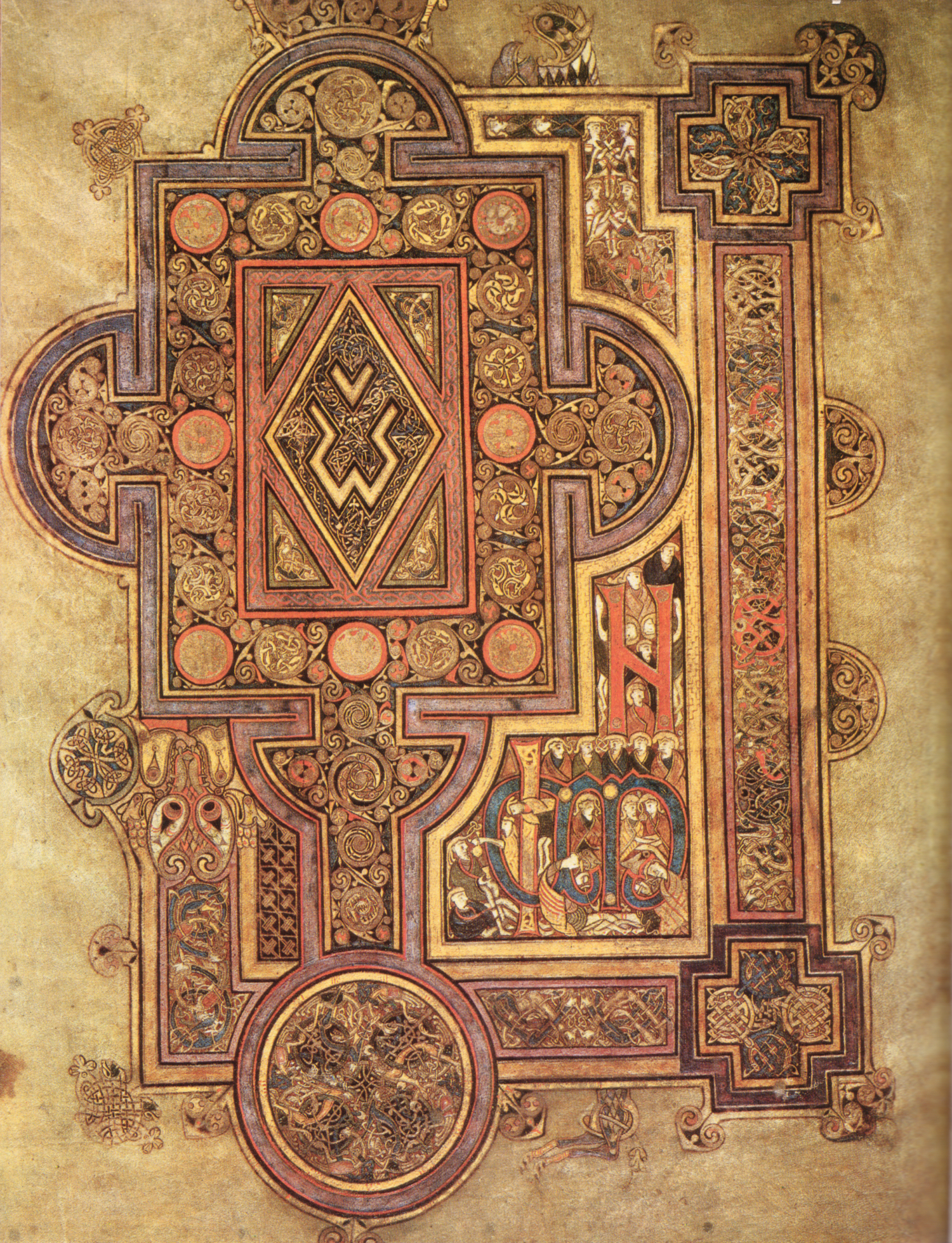
Un incipit du Livre de Kells, manuscrit insulaire; vers 800.
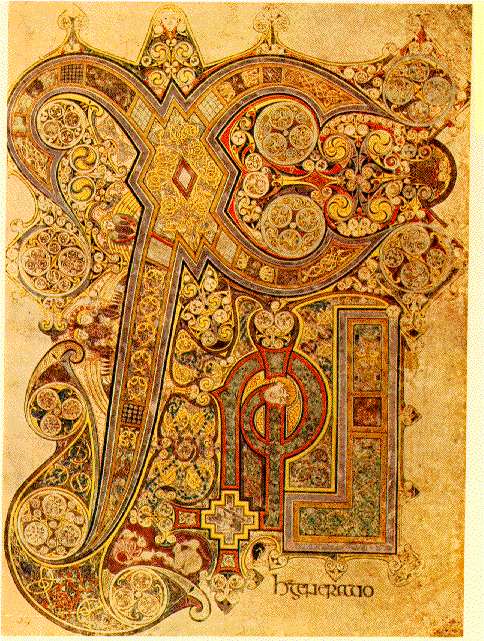
Une autre page du livre de Kells.
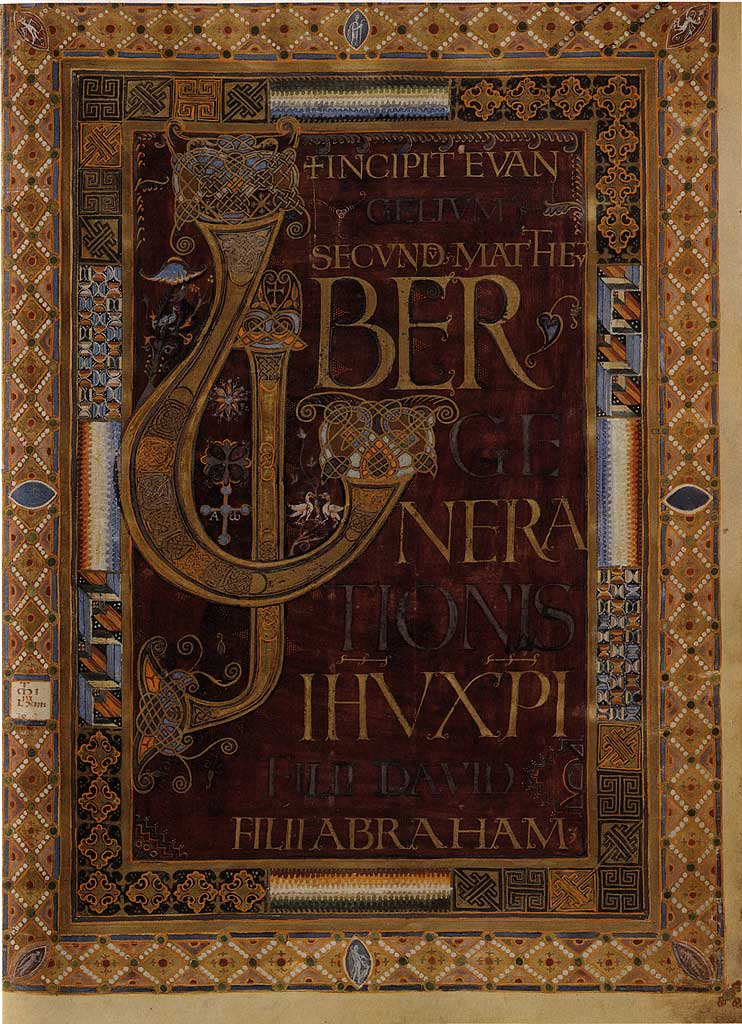
Une page enluminée de l'évangéliaire de Lorsch, manuscrit carolingien créé entre 778 et 820 à l'abbaye de Lorsch en Allemagne.
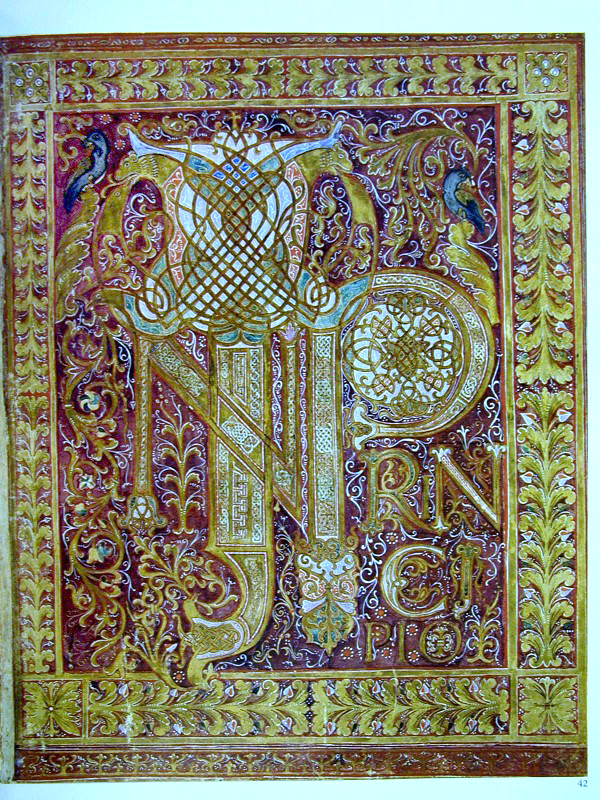
Bible de Saint-Paul-hors-les-Murs, manuscrit carolingien, produit vers 875 près de Reims, avec association de rinceaux végétaux et d'entrelacs de cordons.
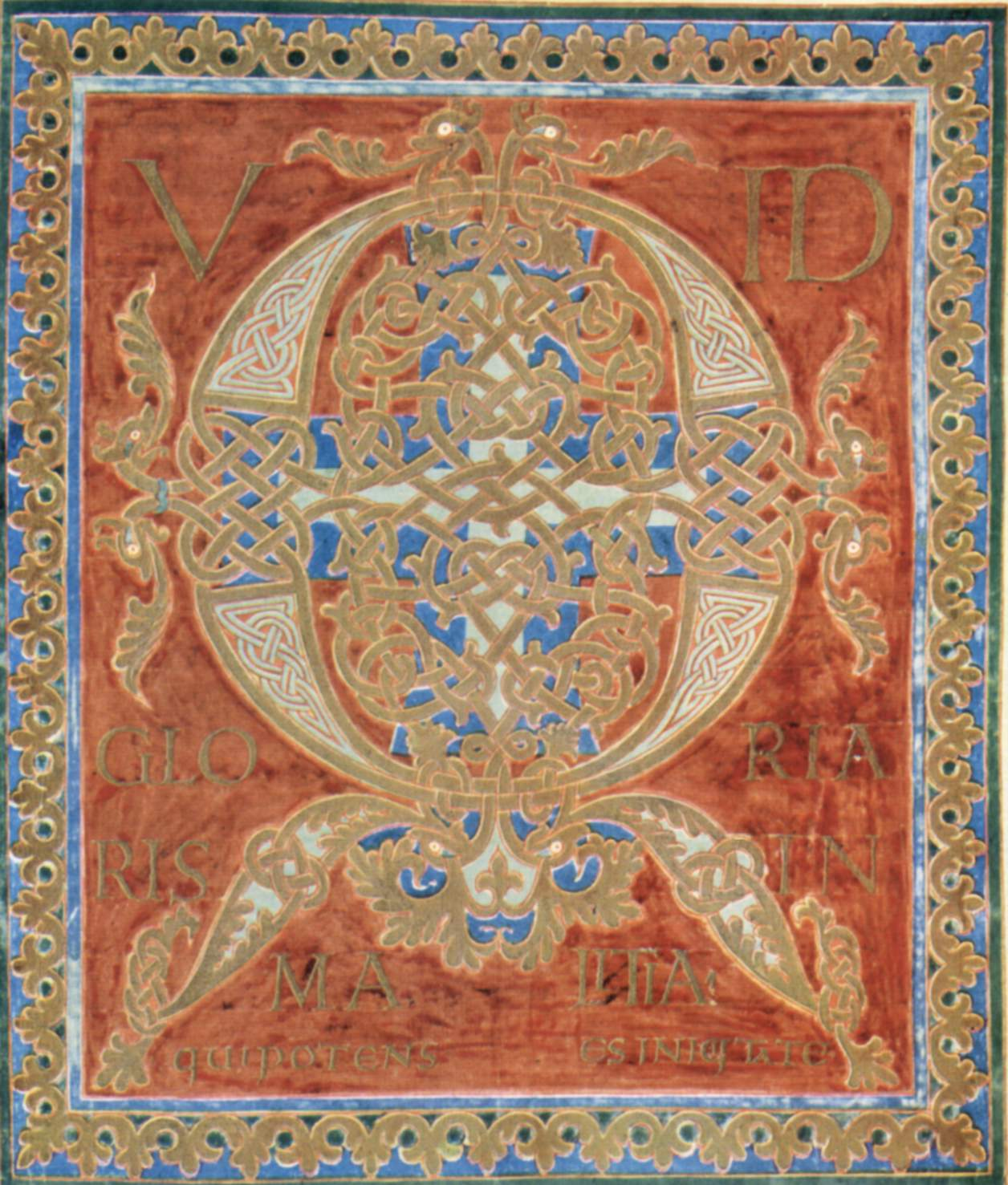
Une page enluminée du psautier de Folchard, manuscrit carolingien créé vers 870.
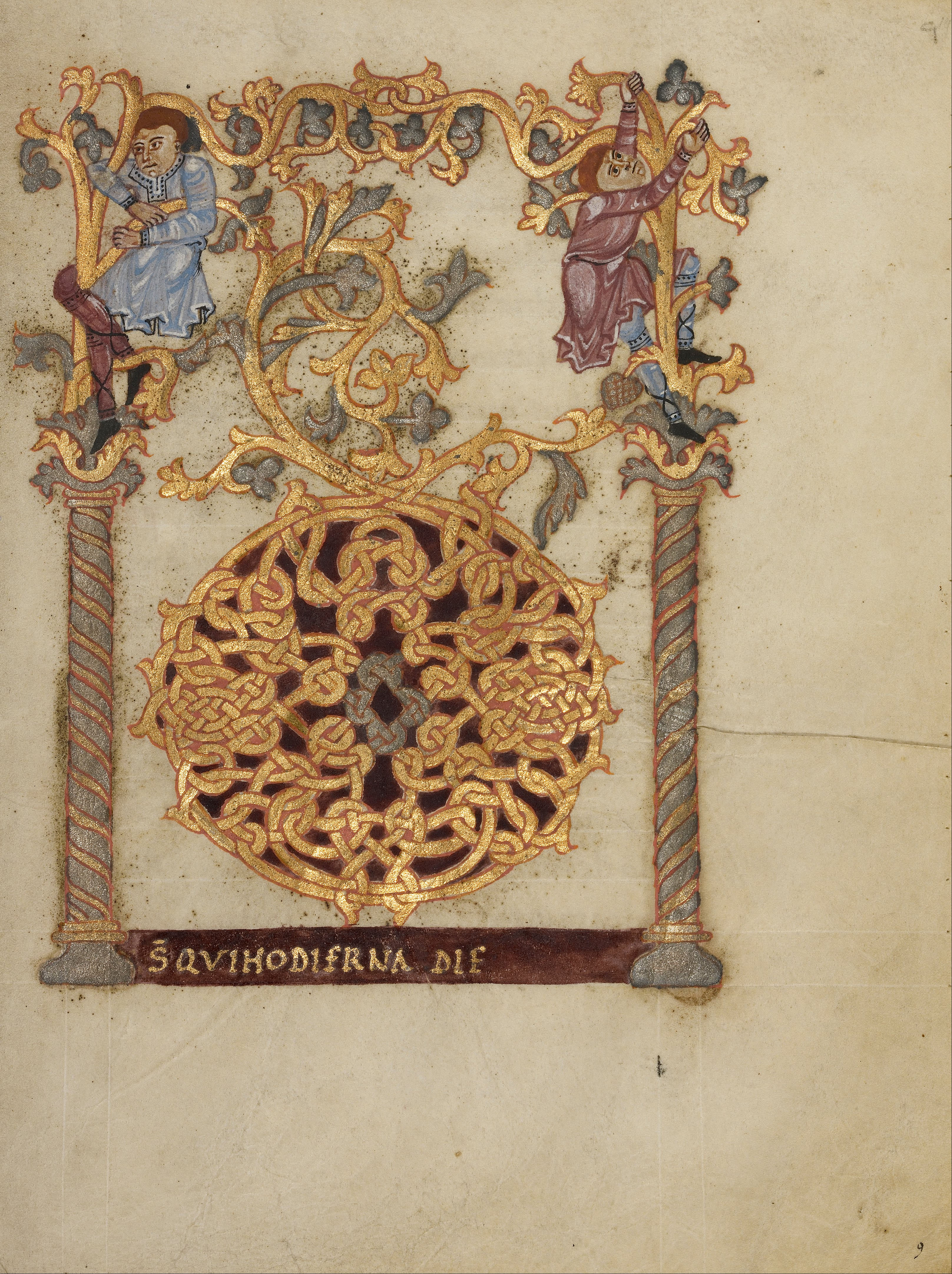
Enluminure nord-italienne du début du XIe siècle. Les mélanges créatifs entre les entrelacs de cordons et les rinceaux végétaux se retrouvent dans les enluminures de toute l'Europe occidentale durant tout le Moyen Âge.
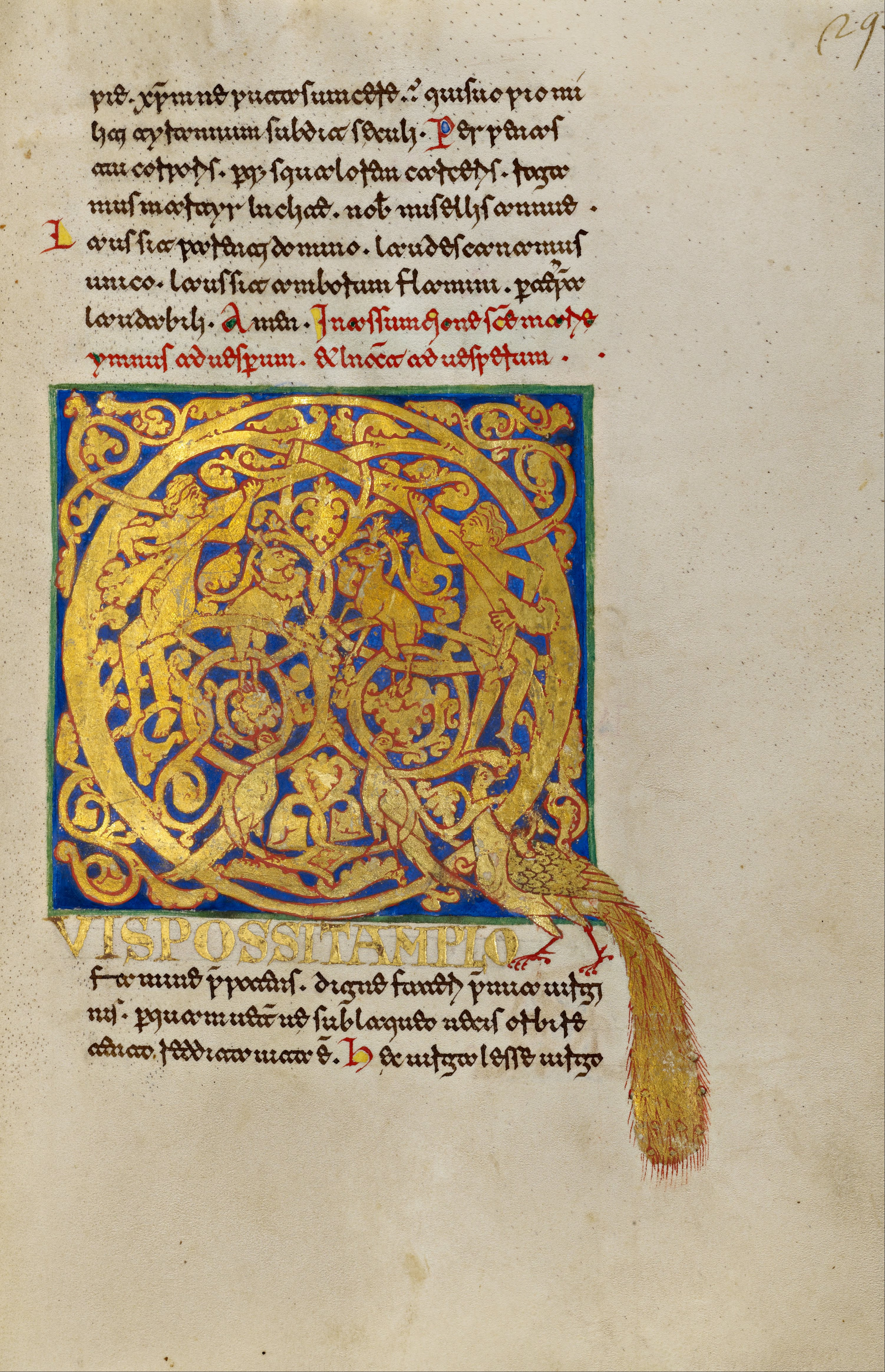
Lettrine d'une enluminure du XIIe siècle, formée par un entrelacs de cordons qui est en même temps un rinceau peuplé de figures humaines et animales. Le paon reste aussi une figure très présente tout au long du Moyen Âge.
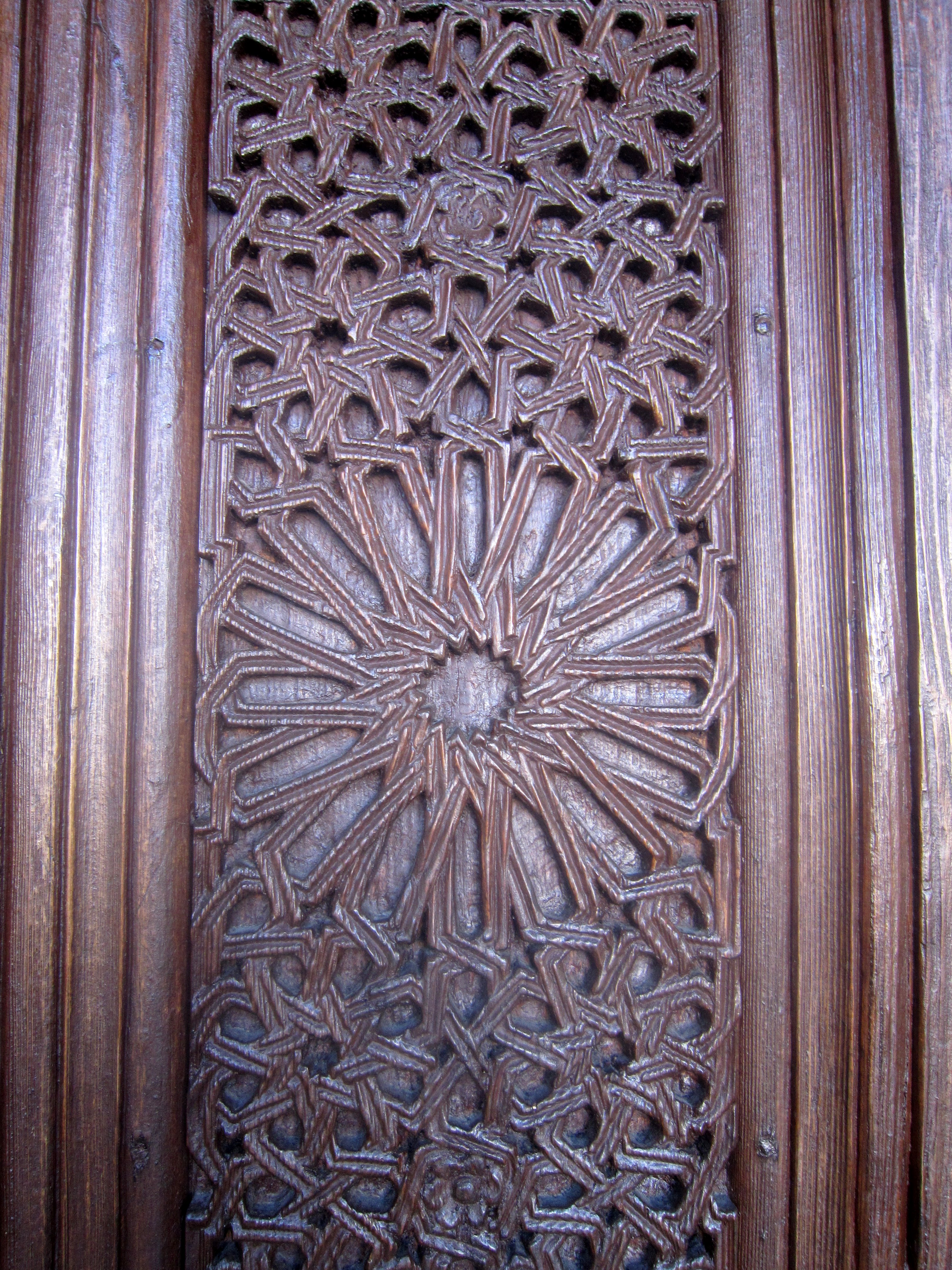
Entrelacs et motifs étoilés d'une boiserie de la grande mosquée de Kairouan, Tunisie, rappelant quelque peu les entrelacs européens.
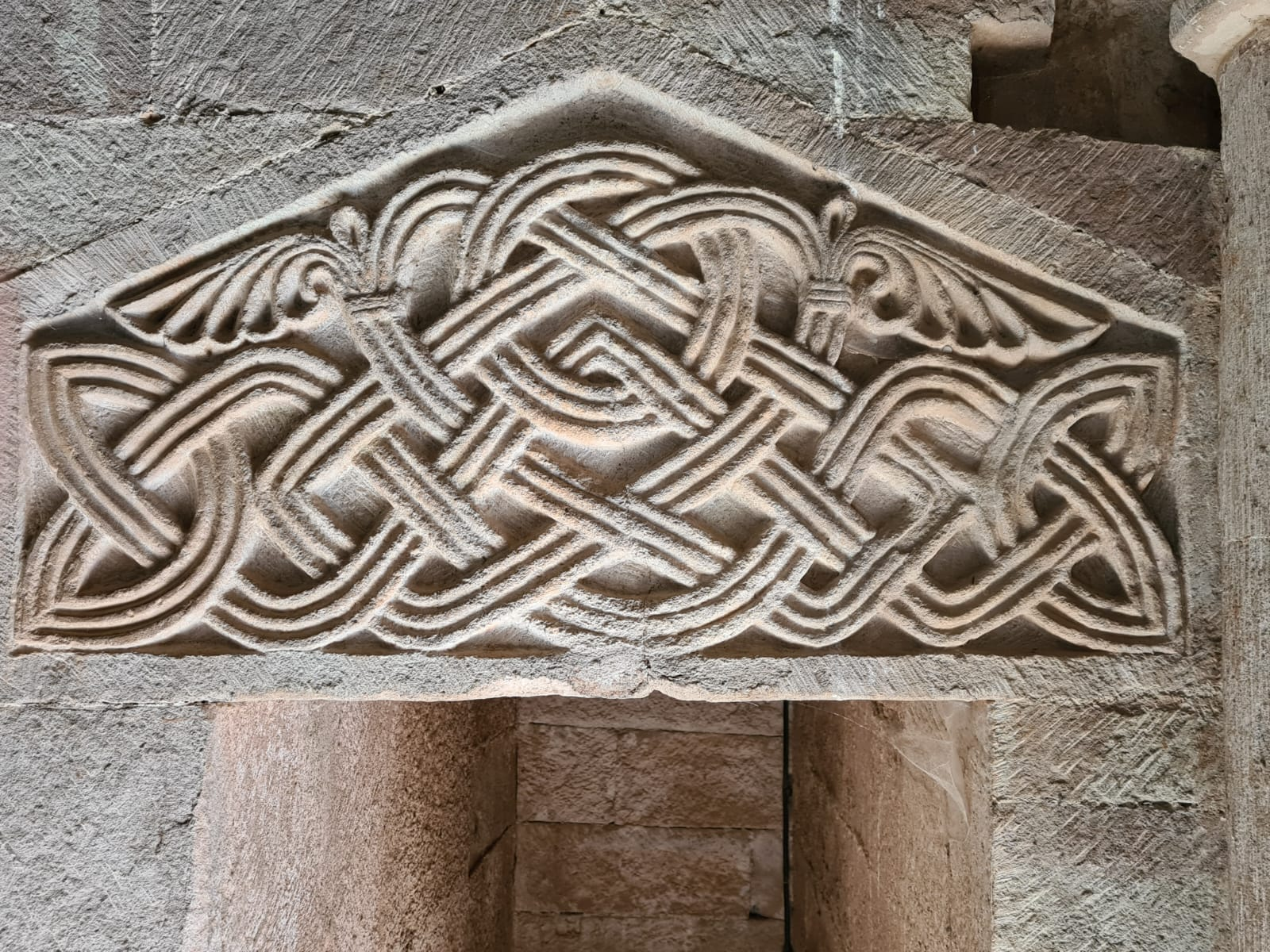
Entrelacs, église Saint-Pierre de Bessuéjouls.

## Application aux sciences
- Dans la théorie des graphes - Entrelacs et graphes
- En mathématiques et plus précisément en théorie des nœuds, la notion d'entrelacs généralise celle de nœud : c'est un plongement topologique de plusieurs cercles disjoints dans l'espace, à la déformation près.